# مارگوت مالر
مارگوت مالر (آلمانی: Margot Mahler؛ ‏ ۲۴ سپتامبر ۱۹۴۸ – ۲۷ سپتامبر ۱۹۹۷) بازیگر اهل آلمان بود.
از فیلم‌هایی که وی در آن‌ها نقش داشته‌است، می‌توان به مردی با قلم‌موی زرین اشاره نمود.